# رافائلو ماتاراتسو
رافائلو ماتاراتسو (ایتالیایی: Raffaello Matarazzo؛ ‏ ۱۷ اوت ۱۹۰۹ – ۱۷ مهٔ ۱۹۶۶) کارگردان فیلم اهل ایتالیا بود.
وی کارگردان فیلم‌هایی همچون دام عشق، کراسلا، فرشته سپید، فانی و مزاحم بوده است.